# Порталегре (округ)
Округ Порталегре (порт. Distrito de Portalegre) је један од 18 округа Португалије, смештен у њеном источном делу. Седиште округа је истоимени град Порталегре, док је највећи град Елвас.

## Положај и границе округа
Округ Порталегре се налази у источном делу Португалије и граничи се са:
- север: округ Кастело Бранко,
- исток: Шпанија Естремадура,
- југ: округ Евора,
- запад: округ Сантарем.

## Природни услови
Рељеф: Већи део округа Порталегре представља безводно и сушно побрђе, надморске висине 200-300 м.
Клима: у округу Порталегре је измењено средоземна (жарка и сува лета, хладније зиме са снегом, мало падавина), с обзиром на удаљеност од мора.
Воде: Најважнија реке су на ободу округа - река Тежо је гранична на северу, а Гвадијана на југоистоку. Мањи водотоци су махом притоке дате реке, али су опште речено ретки у складу са сушном климом.

## Становништво
По подацима из 2001. године на подручју округа Порталегре живи близу 130 хиљада становника (последњи округ у држави), већином етничких Португалаца.
Густина насељености - Округ има густину насељености од свега 20 ст./км², што 5 пута мање од државног просека (око 105 ст./км²) и међу најнижим вредностима у држави. Део око градова Порталегреа и Елваса је боље насељен, док је остатак слабо насељен.

## Подела на општине
Округ Порталегре је подељен на 15 општина (concelhos), које се даље деле на 86 насеља (Freguesias).
Општине у округу су:
| - Алтер до Чао - Арончес - Авис - Гавијао - Елвас | - Кампо Мајор - Кастело де Виде - Крато - Марвао - Монфорте | - Низа - Понте де Сор - Порталегре - Сосел - Фронтијера |